# Grammatikos

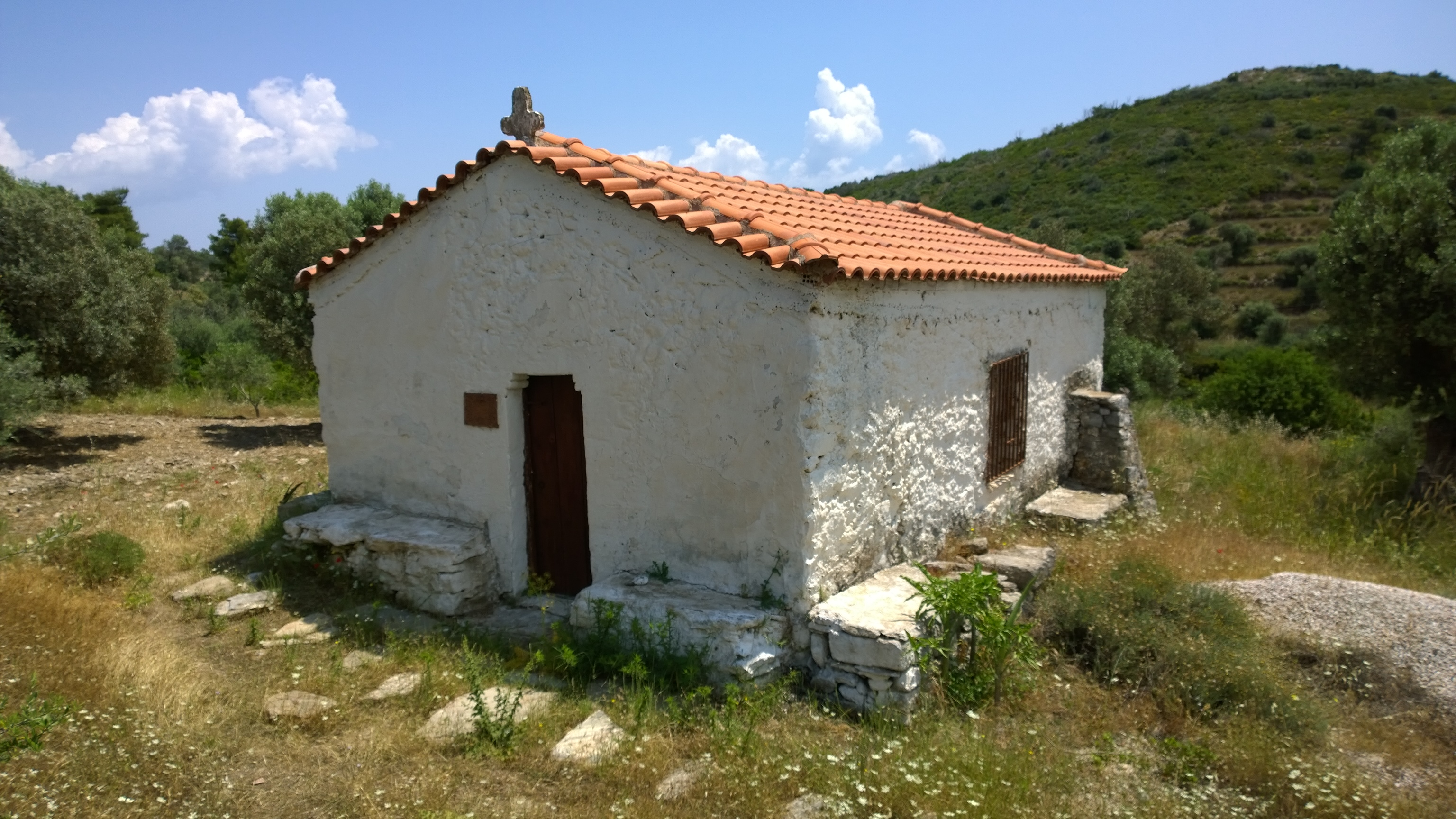
Sankt Johannes kyrka.

Grammatikos (grekiska: Γραμματικό; Grammatikό eller Grammatikόs; även Gramatiko eller Gramatikos och tidigare Grammatikon) är ett samhälle i östra Attika i Grekland, beläget ungefär 40 kilometer nordöst om Aten, norr om Marathon och Nea Makri. Staden är länkad via en bilväg mellan Marathon och Varnavas och med Kapandriti. Grammatikos bilförkortning är Y och Z och postnumret är 190 07.
Grammatikos är beläget i ett bergigt landskap med många berg och grässlätter runt omkring; även ängar och jordbruksområden finns i närheten av Grammatikos.
Den 14 augusti 2005 havererade flygplanet Helios Airways Flight 522 nära Grammatikos. Det var ett Helios Airways Boeing 737–31S med 115 passagerare och sex besättningsmän (totalt 121). Flyget startade vid Larnaca International Airport och skulle ha mellanlandat på Aten-Elefthérios Venizélos internationella flygplats med destination Prag-Václav Havels flygplats. Alla ombord på flyget omkom och anledningen till haveriet var lågt kabintryck.